# 阿斯坎 (约讷省)
阿斯坎（法語：Asquins，法語發音：[askɛ̃]）是法国勃艮第-弗朗什-孔泰大区约讷省的一个市镇，属于阿瓦隆区。该市镇2009年时的人口为294人。

## 人口
阿斯坎人口变化图示
| 数据来源：INSEE |